# ヨウ化水銀(II)
ヨウ化水銀(II)（ヨウかすいぎん(II)、Mercury(II) iodide）は、化学式が HgI2 の無機化合物である。赤橙色の結晶で、水にはほとんど溶けない。
熱、光、臭化物、塩化物、アンモニア、アルカリ、シアン化物、銅塩、鉛塩、ヨードホルムおよび過酸化水素とは避けて保存する。

## 性質
ヨウ化水銀(II)はサーモクロミズム挙動を示し、126°Cに熱するとα型結晶から淡黄色のβ型結晶に相転移する。サンプルを冷却すると徐々に元の色に戻る。これはしばしばサーモクロミズムのデモンストレーションに使われる。

## 用途
ヨウ化水銀(II)はアンモニアの検出に使われるネスラー試薬の合成に用いられる。半導体材料でもあり、X線とガンマ線の室温で動作する探知および画像化デバイスとして用いられる。
医学ではヨウ化水銀(I)と同様に、梅毒の治療に用いられていたが、毒性が強いために現在において使われることはない。

## 存在
ヨウ化水銀(II)は非常に珍しい鉱物：ヨウ化水銀鉱（Coccinite）として天然に存在する。